# Sessue Hayakawa
Kintaro Hayakawa (født 10. juni 1889, død 23. november 1973), kendt professionelt som Sessue Hayakawa, var en japansk skuespiller, der medvirkede i japanske, amerikanske, franske, tyske og britiske film.